# (8399) Wakamatsu
(8399) Wakamatsu est un astéroïde de la ceinture principale.

## Description
(8399) Wakamatsu est un astéroïde de la ceinture principale. Il fut découvert le 2 janvier 1994 à Ōizumi par Takao Kobayashi. Il présente une orbite caractérisée par un demi-grand axe de 2,43 UA, une excentricité de 0,12 et une inclinaison de 1,2° par rapport à l'écliptique.

## Compléments